# Португалия на летних Олимпийских играх 2024
Португалию на летних Олимпийских играх 2024 года в Париже представляли 73 спортсмена, выступивших в 16 видах спорта. Это самое низкое олимпийское представительство страны с 2000 года (на Олимпиаде в Сиднее за Португалию выступали 62 атлета), наивысшим же оно было на Олимпиадах в Токио и Рио де Жанейро — по 92 спортсмена.
Португалия неизменно принимает участие в летних Олимпийских играх начиная с 1912 года. Олимпиада в Париже стала для португальской команды 26-й по счёту.

## Медали
XXXIII Олимпийские игры стали самыми успешными для Португалии за всю историю. Её атлеты завоевали такое же количество медалей, что и на предыдущей Токийской олимпиаде — четыре, но улучшили их достоинство: одна золотая, две серебряные и одна бронзовая (в Токио португальской команде досталась одна золотая, одна серебряная и две бронзовых медали).
| №       | Спортсмены               | Вид спорта (дисциплина)          | Дата       |
| Золото  |                          |                                  |            |
| 1       | Юрий Лейтао Руй Оливейра | Велоспорт (мэдисон)              | 10 августа |
| Серебро |                          |                                  |            |
| 2       | Юрий Лейтао              | Велоспорт (омниум)               | 8 августа  |
| 3       | Педро Пичардо            | Лёгкая атлетика (тройной прыжок) | 9 августа  |
| Бронза  |                          |                                  |            |
| 4       | Патрисия Сампайю         | Дзюдо (до 78 кг, женщиины)       | 1 августа  |

| Медали по видам спорта | Медали по видам спорта | Медали по видам спорта | Медали по видам спорта | Медали по видам спорта |
| ---------------------- | ---------------------- | ---------------------- | ---------------------- | ---------------------- |
| Вид спорта             | 1                      | 2                      | 3                      | Итого                  |
| Велоспорт              | 1                      | 1                      | 0                      | 2                      |
| Дзюдо                  | 0                      | 0                      | 3                      | 1                      |
| Лёгкая атлетика        | 0                      | 1                      | 0                      | 1                      |
| Всего                  | 1                      | 2                      | 1                      | 4                      |

| Медали по полу | Медали по полу | Медали по полу | Медали по полу | Медали по полу |
| -------------- | -------------- | -------------- | -------------- | -------------- |
| Пол            | 1              | 2              | 3              | Итого          |
| Мужчины        | 1              | 2              | 0              | 3              |
| Женщины        | 0              | 0              | 1              | 1              |
| Всего          | 1              | 2              | 1              | 4              |

| Медали по дням | Медали по дням | Медали по дням | Медали по дням | Медали по дням | Медали по дням |
| -------------- | -------------- | -------------- | -------------- | -------------- | -------------- |
| Дата           | 1              | 2              | 3              | Итого          |                |
| 1 августа      | 0              | 0              | 1              | 1              |                |
| 8 августа      | 0              | 1              | 0              | 1              |                |
| 9 августа      | 0              | 1              | 0              | 1              |                |
| 10 августа     | 1              | 0              | 0              | 1              |                |
| Всего          | 1              | 2              | 1              | 4              |                |

## Квалификация
| № п/п | Вид спорта                  | Мужчины        | Мужчины                | Женщины        | Женщины                | Всего          | Всего                  |
| № п/п | Вид спорта                  | Завоевано квот | Количество спортсменов | Завоевано квот | Количество спортсменов | Завоевано квот | Количество спортсменов |
| ----- | --------------------------- | -------------- | ---------------------- | -------------- | ---------------------- | -------------- | ---------------------- |
| 1     | Брейкинг                    |                |                        | 1              | 1                      | 1              | 1                      |
| 2     | Велоспорт                   | 6              | 4                      | 3              | 3                      | 9              | 7                      |
| 3     | Спортивная гимнастика       |                |                        | 1              | 1                      | 1              | 1                      |
| 4     | Гребля на байдарках и каноэ | 2              | 3                      | 1              | 1                      | 3              | 4                      |
| 5     | Дзюдо                       | 2              | 2                      | 5              | 5                      | 7              | 7                      |
| 6     | Конный спорт                | 3              | 3                      | 2              | 2                      | 6              | 5                      |
| 7     | Лёгкая атлетика             | 9              | 9                      | 14             | 13                     | 23             | 22                     |
| 8     | Настольный теннис           | 3              | 3                      | 2              | 3                      | 5              | 5                      |
| 9     | Парусный спорт              | 1              | 2                      | 2              | 1                      | 3              | 4                      |
| 10    | Плавание                    | 5              | 3                      | 2              | 2                      | 7              | 5                      |
| 11    | Прыжки на батуте            | 1              | 1                      |                |                        | 1              | 1                      |
| 12    | Сёрфинг                     |                |                        | 2              | 2                      | 2              | 2                      |
| 13    | Скейтбординг                | 2              | 2                      |                |                        | 2              | 2                      |
| 14    | Стрельба                    |                |                        | 1              | 1                      | 1              | 1                      |
| 15    | Теннис                      | 3              | 2                      |                |                        | 3              | 2                      |
| 16    | Триатлон                    | 2              | 2                      | 2              | 2                      | 4              | 4                      |
|       | ИТОГО                       | 39             | 36                     | 38             | 37                     | 78             | 73                     |

## Состав команды
Впервые в истории португальская олимпийская команда на Олимпиаде−2024 включала в себя больше женщин-спортсменок, чем мужчин: 37 против 36 (и это также наивысшее женское представительство за всю историю олимпийского движения в Португалии. Также португальская команда была одной из самых «молодых»: средний возраст атлетов составил 28,8 лет; для 37 спортсменов участие в Парижской олимпиаде стало первым в их жизни.
 Брейкинг
1. Ванесса Марина[англ.]

Велоспорт
 Шоссейный велоспорт
1. Руй Кошта
2. Нелсон Оливейра
3. Даниэла Кампуш

 Трековый велоспорт
1. Юри Лейтан (омниум, мэдисон)
2. Руи Оливейра (мэдисон)
3. Мария Мартинш (омниум)

 Маунтинбайк
1. Ракел Кейрош

Гимнастика
 Спортивная гимнастика
1. Ана Филипа Мартинш

Гребля на байдарках и каноэ
 Гребля на гладкой воде
1. Месиаш Баптишта (K2 500 м.)
2. Фернанду Пимента (K1 1000 м.)
3. Жоао Рибейру K2 500 м.)
4. Тереза Портела (K1 500 м.)

 Дзюдо
1. Жоао Фернандо (до 81 кг.)
2. Жорже Фонсека (до 100 кг.)
3. Катарина Кошта (до 48 кг.)
4. Рошель Нунеш (свыше 78 кг.)
5. Таиш Пина (до 70 кг.)
6. Патрисия Сампаю (до 78 кг.)
7. Барбара Тиму (до 63 кг.)

 Конный спорт
1. Антониу ду Вале (выездка)
2. Дуарте Сеабра (конкур)
3. Мануэл Граве (троеборье)
4. Рита Релао Дуарте (выездка)
5. Мария Каэтано (выездка)

 Лёгкая атлетика
1. Цанко Арнаудов (ядро)
2. Самуэль Барата (марафон)
3. Франсишку Белу (ядро)
4. Педро Буаро (пр. с шестом)
5. Жоао Коэльо (400 м.)
6. Исаак Надер (1500 м.)
7. Тиагу Перейра (тр. прыжок)
8. Педро Пичардо (тр. прыжок)
9. Леандру Рамош (копьё)
10. Катия Азеведо (400 м)
11. Саломе Афонсо (1500 м)
12. Лорен Базоло (100 м)
13. Элиана Бандейра (ядро)
14. Сузана Годинью (марафон)
15. Фатумата Диалло (400 м с/б)
16. Джессика Иншуде (ядро)
17. Лилиана Ка (диск)
18. Ана Кабесинья (ходьба)
19. Мариана Мачаду (5000 м)
20. Витория Оливейра (ходьба)
21. Ирина Родригеш (диск)
22. Агата Соуза (пр. в длину)

 Настольный теннис
1. Тиагу Аполония
2. Жуан Жералду
3. Маркуш Фрейташ
4. Шао Цзени
5. Фу Юй

 Парусный спорт
1. Эдуардо Маркеш[англ.]
2. Мафалда Пиреш де Лима[англ.]
3. Диого Кошта[англ.]
4. Каролина Жоао[англ.]

 Плавание
1. Диогу Рибейру
2. Мигель Насименто
3. Жоао Кошта
4. Камила Ребело
5. Анжелика Андре[англ.]

 Прыжки на батуте
1. Габриэл Албукерке

 Сёрфинг
1. Тереза Бонвалот[англ.]
2. Иоланда Хопкинс[англ.]

 Скейтбординг
1. Томас Аугусто[англ.]
2. Густаво Рибейру[англ.]

 Стрельба
1. Мария Коэльо де Баррош[англ.]

 Теннис
1. Нуну Боржеш
2. Франсишку Кабрал

 Триатлон
1. Васко Виласа[англ.]
2. Рикарду Батишта[англ.]
3. Мелани Сантуш[англ.]
4. Мария Томе[англ.]

## Брейкинг
Португалия получила одно место в олимпийские соревнования девушек по брейкингу в результате перераспределения квот
| Спортсмен      | Ник     | Категория | Групповой этап        | Групповой этап     | Групповой этап     | Групповой этап | Четвертьфинал         | Полуфинал             | Финал                 | Финал                 |                       |
| Спортсмен      | Ник     | Категория | Соперник Результат    | Соперник Результат | Соперник Результат | Место          | Соперник Результат    | Соперник Результат    | Соперник Результат    | Место                 |                       |
| -------------- | ------- | --------- | --------------------- | ------------------ | ------------------ | -------------- | --------------------- | --------------------- | --------------------- | --------------------- | --------------------- |
| Ванесса Марина | Vanessa | Би-гёрлз  | NEDИндия Сарджо П 0–2 | CHNЛю Цинъи П 0–2  | USAСанни Чои П 0–2 | 4              | завершила выступление | завершила выступление | завершила выступление | завершила выступление | завершила выступление |

## Велоспорт
В 2024 году Португалия во второй раз (после Токио-2020) приняла участие в гонках на велотреке и первые в истории завоевала олимпийские медали в этой дисциплине. Золотая медаль в мэдисоне и серебряная в омниуме сделала Юри Лейтана первым португальским олимпийским чемпионом в ином виде спорта, чем лёгкая атлетика и первым португальским олимпийцем, завоевавшим две медали в рамках одних Игр.

### Шоссейные велогонки
Португалия получила по рейтингу UCI два места в мужской и одно в женской групповых гонках на шоссе, а также одно место в мужской индивидуальной гонке с раздельным стартом. Еще одно место в мужской индивидуальной гонке Португалия получила по результатам Чемпионата мира по шоссейным велогонкам 2023 года в Глазго, Великобритания.
Мужчины
| Спортсмен       | Дисциплина                 | Время    | Место |
| --------------- | -------------------------- | -------- | ----- |
| Руй Кошта       | Групповая гонка            | 6:26.57  | 46    |
| Нелсон Оливейра | Групповая гонка            | 6:23.16  | 33    |
| Руй Кошта       | Гонка с раздельным стартом | 39.00,07 | 25    |
| Нелсон Оливейра | Гонка с раздельным стартом | 37.43,15 | 7     |

Женщины
| Спортсмен      | Дисциплина      | Время   | Место |
| -------------- | --------------- | ------- | ----- |
| Даниэла Кампуш | Групповая гонка | 4:07.16 | 41    |

### Велотрек
Португалия в соответствии с олимпийским рейтингом UCI получила одно место в мужских дисциплинах преследования и одно место в женском омниуме.
Омниум
| Спортсмен     | Дисциплина | Скрэтч | Скрэтч | Темповая гонка | Темповая гонка | Гонка с выбыванием | Гонка с выбыванием | Гонка по очкам | Гонка по очкам | Всего | Всего |
| Спортсмен     | Дисциплина | Очки   | Место  | Очки           | Место          | Очки               | Место              | Очки           | Место          | Очки  | Место |
| ------------- | ---------- | ------ | ------ | -------------- | -------------- | ------------------ | ------------------ | -------------- | -------------- | ----- | ----- |
| Юри Лейтан    | Мужчины    | 28     | 7      | 38             | 2              | 28                 | 7                  | 59             | 2              | 153   | 2     |
| Мария Мартинш | Женщины    | 16     | 13     | 26             | 8              | 12                 | 15                 | 7              | 15             | 61    | 14    |

Мэдисон
| Спортсмены              | Дисциплина | Очки | Круги | Место |
| ----------------------- | ---------- | ---- | ----- | ----- |
| Юри Лейтан Руи Оливейра | Мужчины    | 35   | 20    | 1     |

### Маунтинбайк
Португалия завоевала одно место в женские соревнования по маунтинбайку в соответствии с Олимпийским квалификационным рейтингом UCI.
| Спортсмен     | Категория | Время    | Место |
| ------------- | --------- | -------- | ----- |
| Ракель Кейрош | Женщины   | -2 КРУГА | 29    |

## Гимнастика спортивная
По итогам Чемпионата мира по спортивной гимнастике 2023 года в Антверпене (Бельгия) Португалия получила  одну индивидуальную квоту на участие в женском многоборье.
Женщины
| Спортсмен          | Дисциплина          | Квалификация | Квалификация | Квалификация | Квалификация | Квалификация | Квалификация | Финал                 | Финал                 | Финал                 | Финал                 | Финал                 | Финал                 |
| Спортсмен          | Дисциплина          | Снаряды      | Снаряды      | Снаряды      | Снаряды      | Всего        | Место        | Снаряды               | Снаряды               | Снаряды               | Снаряды               | Всего                 | Место                 |
| Спортсмен          | Дисциплина          | ОП           | РБ           | Б            | В            | Всего        | Место        | ОП                    | РБ                    | Б                     | В                     | Всего                 | Место                 |
| ------------------ | ------------------- | ------------ | ------------ | ------------ | ------------ | ------------ | ------------ | --------------------- | --------------------- | --------------------- | --------------------- | --------------------- | --------------------- |
| Ана Филипа Мартинш | Многоборье          | 14,133       | 13,800       | 12,600       | 12,633       | 53,166       | 18 Q         | 12,500                | 13,566                | 12,700                | 12,466                | 51,232                | 20                    |
| Ана Филипа Мартинш | Разновысокие брусья | —            | 13,800       | —            | —            | —            | 22           | завершила выступление | завершила выступление | завершила выступление | завершила выступление | завершила выступление | завершила выступление |
| Ана Филипа Мартинш | Бревно              | —            | —            | 12,600       | —            | —            | 49           | завершила выступление | завершила выступление | завершила выступление | завершила выступление | завершила выступление | завершила выступление |
| Ана Филипа Мартинш | Вольные упражнения  | —            | —            | —            | 12,633       | —            | 42           | завершила выступление | завершила выступление | завершила выступление | завершила выступление | завершила выступление | завершила выступление |

## Гребля на байдарках и каноэ

### Гладкая вода
Португалия завоевала право выставить три лодки в соревнованиях по гребле на байдарках и каноэ на гладкой воде по результатам Чемпионата мира 2023 года в Дуйсбурге, Германия.
Мужчины
| Спортсмен                    | Дисциплина               | Заезды  | Заезды | Четвертьфиналы | Четвертьфиналы | Полуфиналы | Полуфиналы | Финалы  | Финалы |
| Спортсмен                    | Дисциплина               | Время   | Место  | Время          | Место          | Время      | Место      | Время   | Место  |
| ---------------------------- | ------------------------ | ------- | ------ | -------------- | -------------- | ---------- | ---------- | ------- | ------ |
| Фернанду Пимента             | Байдарка-одиночка 1000 м | 3.29,76 | 1 SF   | —              | —              | 3.29,14    | 2 FA       | 3.29,59 | 6      |
| Месиаш Баптишта Жоао Рибейру | Байдарка-двойка 500 м    | 1.28,10 | 2 SF   | —              | —              | 1.27,64    | 3 FA       | 1.27,82 | 6      |

Женщины
| Спортсмен      | Дисциплина              | Заезды  | Заезды | Четвертьфиналы | Четвертьфиналы | Полуфиналы | Полуфиналы | Финалы  | Финалы |
| Спортсмен      | Дисциплина              | Время   | Место  | Время          | Место          | Время      | Место      | Время   | Место  |
| -------------- | ----------------------- | ------- | ------ | -------------- | -------------- | ---------- | ---------- | ------- | ------ |
| Тереза Портела | Байдарка-одиночка 500 м | 1.51,03 | 3 QF   | 1.52,40        | 4 SF           | 1.50,28    | 3 FB       | 1.52,38 | 10     |

## Дзюдо
Квалификацию для участия в Олимпиаде прошли семь португальских дзюдоистов: двое мужчин и пять женщин.
| Спортсмен       | Категория           | 1/16 финала                          | 1/8 финала                     | Четвертьфиналы          | Полуфиналы                 | Утеш. поединки        | Финал / За 3 место      | Финал / За 3 место    |
| Спортсмен       | Категория           | Соперник Результат                   | Соперник Результат             | Соперник Результат      | Соперник Результат         | Соперник Результат    | Соперник Результат      | Место                 |
| --------------- | ------------------- | ------------------------------------ | ------------------------------ | ----------------------- | -------------------------- | --------------------- | ----------------------- | --------------------- |
| Жоао Фернандо   | Мужчины до 81 кг    | —                                    | CANФрансуа Готье-Драпо П 00–10 | завершил выступление    | завершил выступление       | завершил выступление  | завершил выступление    | завершил выступление  |
| Жорже Фонсека   | Мужчины до 100 кг   | —                                    | JPNАарон Вольф П 00–10         | завершил выступление    | завершил выступление       | завершил выступление  | завершил выступление    | завершил выступление  |
| Катарина Кошта  | Женщины до 48 кг    | GERКатарина Менц В 01–00             | PARГабриэла Нарваес П 00–10    | завершила выступление   | завершила выступление      | завершила выступление | завершила выступление   | завершила выступление |
| Барбара Тиму    | Женщины до 63 кг    | Ким Джису (Республика Корея) П 00–10 | завершила выступление          | завершила выступление   | завершила выступление      | завершила выступление | завершила выступление   | завершила выступление |
| Таиш Пина       | Женщины до 70 кг    | ITAКим Поллинг П 00–01               | завершила выступление          | завершила выступление   | завершила выступление      | завершила выступление | завершила выступление   | завершила выступление |
| Патрисия Сампаю | Женщины до 78 кг    | KENЗедди Черотич В 10–00             | FRAМадлен Малонга В 11–00      | CHNМа Чжэньчжао В 10–00 | ITAАличе Белланди П' 00–01 | —                     | JPNРика Такаяма В 10–00 | 3                     |
| Рошель Нунеш    | Женщины свыше 78 кг | TUNСарра Мзугуи В 10–00              | BIHЛариса Церич П 00–10        | завершила выступление   | завершила выступление      | завершила выступление | завершила выступление   | завершила выступление |

## Конный спорт
Португалия в результате перераспределения квот получила право выставить команду и трех индивидуальных участников в соревнованиях по выездке, а также получила одно место в личных соревнованиях по конкуру в соответствии с олимпийским рейтингом FEI и дополнительное место в личных соревнованиях по троеборью.

### Выездка
| Спортсмен                                       | Лошадь      | Дисциплина       | Гран При | Гран При | Специальный Гран При  | Специальный Гран При  | Произвольный Гран При | Произвольный Гран При |
| Спортсмен                                       | Лошадь      | Дисциплина       | Баллы    | Место    | Баллы                 | Место                 | Техника               | Артистизм             |
| ----------------------------------------------- | ----------- | ---------------- | -------- | -------- | --------------------- | --------------------- | --------------------- | --------------------- |
| Мария Каэтано                                   | Hit Plus    | Личный турнир    | 66,630   | 50       | —                     | —                     | завершила выступление | завершила выступление |
| Рита Ралао Дуарте                               | Irão        | Личный турнир    | 68,261   | 44       | —                     | —                     | завершила выступление | завершила выступление |
| Антонио ду Вале                                 | Fine Fellow | Личный турнир    | 66,910   | 48       | —                     | —                     | завершил выступление  | завершил выступление  |
| Мария Каэтано Рита Ралао Дуарте Антонио ду Вале | См. выше    | Командный турнир | 201,801  | 12       | завершили выступление | завершили выступление | —                     | —                     |

### Троеборье
| Спортсмен    | Лошадь          | Дисциплина    | Выездка | Выездка | Кросс                                                        | Кросс                                                        | Кросс                                                        | Конкур                                                       | Конкур                                                       | Конкур                                                       | Конкур                                                       | Конкур                                                       | Конкур                                                       | Всего                                                        | Всего                                                        |
| Спортсмен    | Лошадь          | Дисциплина    | Выездка | Выездка | Кросс                                                        | Кросс                                                        | Кросс                                                        | Квалификация                                                 | Квалификация                                                 | Квалификация                                                 | Финал                                                        | Финал                                                        | Финал                                                        | Всего                                                        | Всего                                                        |
| Спортсмен    | Лошадь          | Дисциплина    | Штраф   | Место   | Штраф                                                        | Всего                                                        | Место                                                        | Штраф                                                        | Всего                                                        | Место                                                        | Штраф                                                        | Всего                                                        | Место                                                        | Штраф                                                        | Место                                                        |
| ------------ | --------------- | ------------- | ------- | ------- | ------------------------------------------------------------ | ------------------------------------------------------------ | ------------------------------------------------------------ | ------------------------------------------------------------ | ------------------------------------------------------------ | ------------------------------------------------------------ | ------------------------------------------------------------ | ------------------------------------------------------------ | ------------------------------------------------------------ | ------------------------------------------------------------ | ------------------------------------------------------------ |
| Мануэл Граве | Carat de Bremoy | Личный турнир | 40.90   | 59      | Падение на этапе кросс-кантри с последующей дисквалификацией | Падение на этапе кросс-кантри с последующей дисквалификацией | Падение на этапе кросс-кантри с последующей дисквалификацией | Падение на этапе кросс-кантри с последующей дисквалификацией | Падение на этапе кросс-кантри с последующей дисквалификацией | Падение на этапе кросс-кантри с последующей дисквалификацией | Падение на этапе кросс-кантри с последующей дисквалификацией | Падение на этапе кросс-кантри с последующей дисквалификацией | Падение на этапе кросс-кантри с последующей дисквалификацией | Падение на этапе кросс-кантри с последующей дисквалификацией | Падение на этапе кросс-кантри с последующей дисквалификацией |

### Конкур
| Спортсмен     | Лошадь     | Дисциплина    | Квалификация | Квалификация | Квалификация | Финал                | Финал                | Финал                | Перепрыжка           | Перепрыжка           | Перепрыжка           |
| Спортсмен     | Лошадь     | Дисциплина    | Штраф        | Время        | Место        | Штраф                | Время                | Место                | Штраф                | Время                | Место                |
| ------------- | ---------- | ------------- | ------------ | ------------ | ------------ | -------------------- | -------------------- | -------------------- | -------------------- | -------------------- | -------------------- |
| Дуарте Сеабра | Dourados 2 | Личный турнир | 8            | 76,27        | 8            | завершил выступление | завершил выступление | завершил выступление | завершил выступление | завершил выступление | завершил выступление |

## Легкая атлетика
Португальские легкоатлеты выполнили нормативы для участия в Играх 2024 года, пройдя прямую квалификацию или по мировому рейтингу, в следующих соревнованиях (максимум по 3 спортсмена в каждом):
Беговые дисциплины
Мужчины
| Спортсмен      | Дисциплина | Забеги    | Забеги | Утеш. забеги | Утеш. забеги | Полуфиналы           | Полуфиналы           | Финал                | Финал                |
| Спортсмен      | Дисциплина | Результат | Место  | Результат    | Место        | Результат            | Место                | Результат            | Место                |
| -------------- | ---------- | --------- | ------ | ------------ | ------------ | -------------------- | -------------------- | -------------------- | -------------------- |
| Жоао Коэльо    | 400 м      | 45,35     | 4 R    | 45,64        | 5            | завершил выступление | завершил выступление | завершил выступление | завершил выступление |
| Исаак Надер    | 1500 м     | 3.35,44   | 6 Q    | —            | —            | 3.34,75              | 8                    | завершил выступление | завершил выступление |
| Самуэль Барата | Марафон    | —         | —      | —            | —            | —                    | —                    | 2.13,23              | 48                   |

Женщины
| Спортсмен         | Дисциплина   | Забеги    | Забеги | Утеш. забеги | Утеш. забеги | Полуфиналы            | Полуфиналы            | Финал                 | Финал                 |
| Спортсмен         | Дисциплина   | Результат | Место  | Результат    | Место        | Результат             | Место                 | Результат             | Место                 |
| ----------------- | ------------ | --------- | ------ | ------------ | ------------ | --------------------- | --------------------- | --------------------- | --------------------- |
| Лорен Базоло      | 100 м        | 11,38     | 5      | —            | —            | завершила выступление | завершила выступление | завершила выступление | завершила выступление |
| Лорен Базоло      | 200 м        | 23,10     | 5 R    | 23,08        | 4            | завершила выступление | завершила выступление | завершила выступление | завершила выступление |
| Катя Азеведу      | 400 м        | 52,73     | 8 R    | 52,04        | 5            | завершила выступление | завершила выступление | завершила выступление | завершила выступление |
| Саломе Афонсу     | 1500 м       | 4.04,42   | 5 Q    | —            | —            | 3.59,96               | 12                    | завершила выступление | завершила выступление |
| Мариана Машаду    | 5000 м       | 15.23,26  | 11     | —            | —            | —                     | —                     | завершила выступление | завершила выступление |
| Фатумата Диалло   | 400 м с/б    | 54,75     | 2 Q    | —            | —            | 54,93                 | 6                     | завершила выступление | завершила выступление |
| Сусана Годиньо    | Марафон      | —         | —      | —            | —            | —                     | —                     | 2:35.57               | 57                    |
| Ана Кабесинья     | Ходьба 20 км | —         | —      | —            | —            | —                     | —                     | 1:46.30               | 43                    |
| Виктория Оливейра | Ходьба 20 км | —         | —      | —            | —            | —                     | —                     | 1:36.22               | 38                    |

Технические дисциплины
Мужчины
| Спортсмен      | Дисциплина      | Полуфиналы | Полуфиналы | Финал                | Финал                |
| Спортсмен      | Дисциплина      | Результат  | Место      | Результат            | Место                |
| -------------- | --------------- | ---------- | ---------- | -------------------- | -------------------- |
| Педро Буаро    | Прыжки с шестом | 5,40       | =25        | завершил выступление | завершил выступление |
| Педро Пичардо  | Тройной прыжок  | 17,44      | 1 Q        | 17,84                | 2                    |
| Тьягу Перейра  | Тройной прыжок  | 16,36      | 25         | завершил выступление | завершил выступление |
| Цанко Арнаудов | Толкание ядра   | 20,31      | 16         | завершил выступление | завершил выступление |
| Франсишку Белу | Толкание ядра   | NM         | –          | завершил выступление | завершил выступление |
| Леандро Рамош  | Метание копья   | 75,73      | 28         | завершил выступление | завершил выступление |

Женщины
| Спортсмен       | Дисциплина     | Полуфиналы | Полуфиналы | Финал                 | Финал                 |
| Спортсмен       | Дисциплина     | Результат  | Место      | Результат             | Место                 |
| --------------- | -------------- | ---------- | ---------- | --------------------- | --------------------- |
| Агата де Соуза  | Прыжки в длину | 6,34       | 24         | завершила выступление | завершила выступление |
| Джессика Иншуде | Толкание ядра  | 18,36      | 9 q        | 18,41                 | 8                     |
| Элиана Бандейра | Толкание ядра  | 17,97      | 15         | завершила выступление | завершила выступление |
| Ирина Родригеш  | Метание диска  | 62,90      | 10 q       | 61,19                 | 9                     |
| Лилиана Ка      | Метание диска  | 62,43      | 14         | завершила выступление | завершила выступление |

## Настольный теннис
Португалия завоевала право выставить мужскую команду, а также автоматически двух игрока в мужском индивидуальном турнире по итогам Чемпионата мира по настольному теннису среди команд 2024 в Пусане, Корея. Еще две квоты для участия в женском индивидуальном турнире португальские теннисистки завоевали на Европейском квалификационном турнире 2024 года в Сараево, Босния и Герцеговина.
| Спортсмен                                  | Дисциплина      | 1/32 финала            | 1/16 финала              | 1/8 финала            | Четвертьфиналы        | Полуфиналы            | Финал / За 3 место    | Финал / За 3 место    |
| Спортсмен                                  | Дисциплина      | Соперник Результат     | Соперник Результат       | Соперник Результат    | Соперник Результат    | Соперник Результат    | Соперник Результат    | Место                 |
| ------------------------------------------ | --------------- | ---------------------- | ------------------------ | --------------------- | --------------------- | --------------------- | --------------------- | --------------------- |
| Маркуш Фрейташ                             | Мужчины личное  | DENАндерс Линд П 0–4   | завершил выступление     | завершил выступление  | завершил выступление  | завершил выступление  | завершил выступление  | завершил выступление  |
| Тиагу Аполония                             | Мужчины личное  | GERДанг Цю П 1–4       | завершил выступление     | завершил выступление  | завершил выступление  | завершил выступление  | завершил выступление  | завершил выступление  |
| Тиагу Аполония Жуан Жералду Маркуш Фрейташ | Мужчины команды | —                      | —                        | Бразилия · П 1–3      | завершили выступление | завершили выступление | завершили выступление | завершили выступление |
| Шао Цзени                                  | Женщины личное  | LUXСара де Нутте В 4–2 | AUTСофия Полканова П 2–4 | завершила выступление | завершила выступление | завершила выступление | завершила выступление | завершила выступление |
| Фу Юй                                      | Женщины личное  | KORЧон Джи Хи В 4–0    | POLНаталия Баёр П 3–4    | завершила выступление | завершила выступление | завершила выступление | завершила выступление | завершила выступление |

## Парусный спорт
Португалия завоевала право выставить по одной лодке (яхте) в нижеследующих классах судов по результатам Чемпионата мира по парусному спорту 2023 года в Гааге, Нидерланды и регаты «Последний шанс» 2024 года в Йере, Франция.
Гонки с выбыванием
| Спортсмен             | Дисциплина           | Предварительные гонки | Предварительные гонки | Предварительные гонки | Предварительные гонки | Предварительные гонки | Предварительные гонки | Предварительные гонки | Предварительные гонки | Предварительные гонки | Предварительные гонки | Предварительные гонки | Предварительные гонки | Предварительные гонки | Предварительные гонки | Предварительные гонки | Предварительные гонки | Предварительные гонки | Предварительные гонки | 1/4 финала | Полуфинал             | Полуфинал             | Полуфинал             | Полуфинал             | Полуфинал             | Полуфинал             | Полуфинал             | Полуфинал             | Финал                 | Финал                 | Финал                 | Финал                 | Финал                 | Финал                 | Финал                 | Финал                 |
| Спортсмен             | Дисциплина           | 1                     | 2                     | 3                     | 4                     | 5                     | 6                     | 7                     | 8                     | 9                     | 10                    | 11                    | 12                    | 13                    | 14                    | 15                    | 16                    | Сумма                 | Место                 | Место      | 1                     | 2                     | 3                     | 4                     | 5                     | 6                     | Всего                 | Место                 | 1                     | 2                     | 3                     | 4                     | 5                     | 6                     | Всего                 | Место                 |
| --------------------- | -------------------- | --------------------- | --------------------- | --------------------- | --------------------- | --------------------- | --------------------- | --------------------- | --------------------- | --------------------- | --------------------- | --------------------- | --------------------- | --------------------- | --------------------- | --------------------- | --------------------- | --------------------- | --------------------- | ---------- | --------------------- | --------------------- | --------------------- | --------------------- | --------------------- | --------------------- | --------------------- | --------------------- | --------------------- | --------------------- | --------------------- | --------------------- | --------------------- | --------------------- | --------------------- | --------------------- |
| Мафалда Пиреш де Лима | Женщины Формула Кайт | 8                     | 16                    | 14                    | 13                    | 15                    | 9                     | отменены              | отменены              | отменены              | отменены              | отменены              | отменены              | отменены              | отменены              | отменены              | отменены              | 59                    | 14                    | —          | завершила выступление | завершила выступление | завершила выступление | завершила выступление | завершила выступление | завершила выступление | завершила выступление | завершила выступление | завершила выступление | завершила выступление | завершила выступление | завершила выступление | завершила выступление | завершила выступление | завершила выступление | завершила выступление |

Медальные гонки
| Спортсмен                 | Дисциплина     | Гонка | Гонка | Гонка | Гонка | Гонка | Гонка | Гонка  | Гонка | Гонка    | Гонка    | Гонка | Гонка | Гонка | Баллы | Место |
| Спортсмен                 | Дисциплина     | 1     | 2     | 3     | 4     | 5     | 6     | 7      | 8     | 9        | 10       | 11    | 12    | M*    | Баллы | Место |
| ------------------------- | -------------- | ----- | ----- | ----- | ----- | ----- | ----- | ------ | ----- | -------- | -------- | ----- | ----- | ----- | ----- | ----- |
| Эдуардо Маркеш            | Мужчины ILCA 7 | 5     | 11    | 31    | 15    | 35    | 1     | 44 BFD | 3     | отменены | отменены | —     | —     | EL    | 101   | 11    |
| Диого Кошта Каролина Жоао | Микст 470      | 20    | 3     | 16    | 14    | 2     | 4     | 2      | 8     | отменены | отменены | —     | —     | 4     | 53    | 5     |

M = Медальная гонка; EL = Выбыл – не участвовал в медальной гонке

## Плавание
Португальские пловцы выполнили требования для участия в нижеследующих дисциплинах плавательного турнира Олимпиады (максимум два пловца, выполнивших Олимпийский квалификационный норматив (OST) или, возможно, Олимпийский рассматриваемый норматив (OCT)).
Мужчины
| Спортсмен        | Дисциплина          | Заплывы | Заплывы | Полуфиналы           | Полуфиналы           | Финал                | Финал                |
| Спортсмен        | Дисциплина          | Время   | Место   | Время                | Место                | Время                | Место                |
| ---------------- | ------------------- | ------- | ------- | -------------------- | -------------------- | -------------------- | -------------------- |
| Мигель Насименто | 50 м вольный стиль  | 22,49   | 36      | завершил выступление | завершил выступление | завершил выступление | завершил выступление |
| Диогу Рибейру    | 50 м вольный стиль  | 21,91   | =13 Q   | 22,01                | 16                   | завершил выступление | завершил выступление |
| Диогу Рибейру    | 100 м вольный стиль | 48,88   | 29      | завершил выступление | завершил выступление | завершил выступление | завершил выступление |
| Диогу Рибейру    | 100 м баттерфляй    | 51,90   | 20      | завершил выступление | завершил выступление | завершил выступление | завершил выступление |
| Жоао Кошта       | 100 м на спине      | 54,90   | 32      | завершил выступление | завершил выступление | завершил выступление | завершил выступление |

Женщины
| Спортсмен      | Дисциплина          | Заплывы | Заплывы | Полуфиналы            | Полуфиналы            | Финал                 | Финал                 |
| Спортсмен      | Дисциплина          | Время   | Место   | Время                 | Место                 | Время                 | Место                 |
| -------------- | ------------------- | ------- | ------- | --------------------- | --------------------- | --------------------- | --------------------- |
| Камила Ребело  | 200 м на спине      | 2.11,26 | 19      | завершила выступление | завершила выступление | завершила выступление | завершила выступление |
| Анжелика Андре | 10 км открытая вода | —       | —       | —                     | —                     | 2:06.17,0             | 12                    |

## Прыжки на батуте
Португалия завоевала одну квоту в соревновании среди мужчин, заняв место в первой восьмерке на Чемпионате мира по прыжкам на батуте в Бирмингеме, Великобритания. 
| Спортсмен           | Дисциплина | Квалификация | Квалификация | Финал   | Финал |
| Спортсмен           | Дисциплина | Баллы        | Место        | Баллы   | Место |
| ------------------- | ---------- | ------------ | ------------ | ------- | ----- |
| Габриэль Альбукерке | Мужчины    | 59,750       | 5 Q          | 59, 740 | 5     |

## Сёрфинг
Португальские сёрферы завоевали по одному месту в женские соревнования по сёрфингу по результатам Мировой лиги сёрфинга 2023 года и Всемирных игр по серфингу ISA 2024 года в Аресибо, Пуэрто-Рико.
| Спортсмен       | Категория | 1 раунд | 1 раунд | 2 раунд                    | 3 раунд                       | Четвертьфинал         | Полуфинал             | Финал / За 3 место    | Финал / За 3 место    |
| Спортсмен       | Категория | Счёт    | Место   | Соперник Результат         | Соперник Результат            | Соперник Результат    | Соперник Результат    | Соперник Результат    | Место                 |
| --------------- | --------- | ------- | ------- | -------------------------- | ----------------------------- | --------------------- | --------------------- | --------------------- | --------------------- |
| Тереза Бонвалот | Женщины   | 10,34   | 3 R2    | JPNСино Мацуда П 6,84–9,77 | завершила выступление         | завершила выступление | завершила выступление | завершила выступление | завершила выступление |
| Иоланда Хопкинс | Женщины   | 7,00    | 3 R2    | NZLСаффи Ветте В 4,67–1,27 | CRCБриса Хенесси П 9,90–12,34 | завершила выступление | завершила выступление | завершила выступление | завершила выступление |

## Скейтбординг
Португалия получила по одному месту в мужские соревнования в дисциплинах парк и стрит на основании Олимпийского рейтинга OWSR.
| Спортсмен       | Дисциплина    | Заезд  | Заезд | Финал                | Финал                |
| Спортсмен       | Дисциплина    | Счет   | Место | Счет                 | Место                |
| --------------- | ------------- | ------ | ----- | -------------------- | -------------------- |
| Томас Аугусто   | Парк мужчины  | 81,75  | 13    | завершил выступление | завершил выступление |
| Густаво Рибейру | Стрит мужчины | 142,14 | 17    | завершил выступление | завершил выступление |

## Стрельба
Португалия завоевала одно место в олимпийском турнире стрелков на Чемпионате Европы по стендовой стрельбе 2023 года в Осиеке, Хорватия.
Женщины
| Спортсмен              | Дисциплина | Квалификация | Квалификация | Финал                 | Финал                 |
| Спортсмен              | Дисциплина | Баллы        | Место        | Баллы                 | Место                 |
| ---------------------- | ---------- | ------------ | ------------ | --------------------- | --------------------- |
| Мария Коэльо де Баррош | Трап       | 121          | 8            | завершила выступление | завершила выступление |

## Теннис
Португалия получила два места в одиночный и одно место в парный мужские турниры по рейтингу ATP.
| Спортсмен                    | Дисциплина        | 1/32 финала                     | 1/16 финала                                            | 1/8 финала                                     | Четвертьфиналы        | Полуфиналы            | Финал / За 3 место    | Финал / За 3 место    |
| Спортсмен                    | Дисциплина        | Соперник Счёт                   | Соперник Счёт                                          | Соперник Счёт                                  | Соперник Счёт         | Соперник Счёт         | Соперник Счёт         | Место                 |
| ---------------------------- | ----------------- | ------------------------------- | ------------------------------------------------------ | ---------------------------------------------- | --------------------- | --------------------- | --------------------- | --------------------- |
| Нуну Боржеш                  | Мужчины одиночный | ARGМариано Навоне П 2–6, 2–6    | завершил выступление                                   | завершил выступление                           | завершил выступление  | завершил выступление  | завершил выступление  | завершил выступление  |
| Франсишку Кабрал             | Мужчины одиночный | GERЯн-Леннард Штруфф П 2–6, 2–6 | завершил выступление                                   | завершил выступление                           | завершил выступление  | завершил выступление  | завершил выступление  | завершил выступление  |
| Нуну Боржеш Франсишку Кабрал | Мужчины парный    | —                               | GREСтефанос Циципас Петрос Циципас В 3–6, 6–3, [12–10] | GERДоминик Кёпфер Ян-Леннард Штруфф П 2–6, 2–6 | завершили выступление | завершили выступление | завершили выступление | завершили выступление |

## Триатлон
Португалия завоевала по два квотных места в соревнования мужчин и женщин, войдя в первую восьмерку рейтинга смешанных эстафет World Triathlon.
Личное
| Спортсмен       | Категория | Время             | Время     | Время             | Время     | Время       | Время   | Место |
| Спортсмен       | Категория | Плавание (1,5 км) | Переход 1 | Велосипед (40 км) | Переход 2 | Бег (10 км) | Всего   | Место |
| --------------- | --------- | ----------------- | --------- | ----------------- | --------- | ----------- | ------- | ----- |
| Васко Виласа    | Мужчины   | 21.03             | 0,52      | 51.30             | 0,27      | 30.04       | 1:43.56 | 5     |
| Рикарду Батишта | Мужчины   | 21.10             | 0,46      | 51.29             | 0,27      | 30.06       | 1:43.58 | 6     |
| Мелани Сантуш   | Женщины   | 24.20             | 0,57      | 1:01.00           | 0,28      | 37.03       | 2:03.48 | 45    |
| Мария Томе      | Женщины   | 24.17             | 0,56      | 57.34             | 0,31      | 33.55       | 1:57.13 | 11    |

Эстафета
| Спортсмен       | Категория      | Время            | Время     | Время            | Время     | Время      | Время   | Место |
| Спортсмен       | Категория      | Плавание (300 м) | Переход 1 | Велосипед (7 км) | Переход 2 | Бег (2 км) | Всего   | Место |
| --------------- | -------------- | ---------------- | --------- | ---------------- | --------- | ---------- | ------- | ----- |
| Рикарду Батишта | Микст эстафета | 4.20             | 1,12      | 9.22             | 0,23      | 4.59       | 20.16   | 7     |
| Мелани Сантуш   | Микст эстафета | 5.05             | 1,07      | 10.27            | 0,26      | 5.49       | 22.54   | 8     |
| Васко Виласа    | Микст эстафета | 4.19             | 1,01      | 9.31             | 0,23      | 5.02       | 20.16   | 3     |
| Мария Томе      | Микст эстафета | 5.04             | 1,12      | 11.02            | 0,26      | 5.58       | 23.42   | 5     |
| Всего           | Микст эстафета | —                | —         | —                | —         | —          | 1:27.08 | 5     |